# Marcus Statorius Secundus
Marcus Statorius Secundus war ein im 2. Jahrhundert n. Chr. lebender römischer Politiker.
Durch ein Militärdiplom, das auf den 19. August 121 datiert ist, ist belegt, dass Secundus 121 zusammen mit Lucius Sempronius Merula Auspicatus Suffektkonsul war. Er ist mit dem Statorius Secundus identisch, der vermutlich von 124/125 bis 127/128 Statthalter der Provinz Cappadocia war, wo er durch eine Inschrift in griechischer Sprache und Münzen belegt ist.
Von Historikern wurde als Praenomen von Secundus ursprünglich Lucius erschlossen; durch das Diplom ist nun Marcus sicher belegt.